# William Beechey

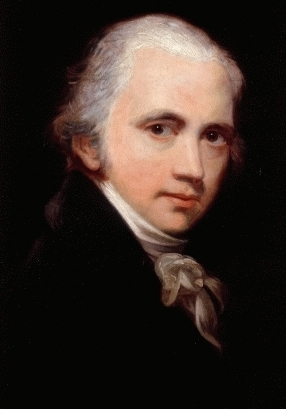
Sir William Beechey, zelfportret (ca.1790)

Sir William Beechey (Burford, 12 december 1753 — Londen, 28 januari 1839) was een Britse portretschilder. Hij werd geboren als zoon van William Beechey en Hannah Read.
Door zijn sterke liefde voor schilderen trad hij in 1772 toe tot de Royal Academy of Arts. Sommige van zijn kleinere portretten gaven hem een goede reputatie, uiteindelijk begon hij zichzelf te ontplooien bij de Engelse adel en in 1793 koppelde hij zich aan de Koninklijke Academie. In hetzelfde jaar werd hij portretschilder van koningin Charlotte van Mecklenburg-Strelitz. Zijn werk is beschreven als relatief sober.
Hij schilderde portretten van leden van de Britse koninklijke familie en van bijna alle belangrijke (Britse) personen van die tijd. Wat wordt beschouwd als zijn beste productie is een schilderij van de cavalerie, een grote compositie op de voorgrond waarvan hij portretten van koning George III van het Verenigd Koninkrijk, de prins van Wales en de hertog van York weergaf, omgeven door personeel te paard. Hij schilderde portretten van Horatio Nelson, John Philip Kemble en van Sarah Siddons en maakte een portret van de latere koningin Adelheid van Saksen-Meiningen, vrouw van koning Willem IV van het Verenigd Koninkrijk.
Beechey trad in het huwelijk met Mary Ann Jones in 1772. Hij hertrouwde in 1793 met Ann Phyllis Jessop. Met zijn twee vrouwen had hij een aantal kinderen, onder wie Henry William Beechey en Frederick Beechey.

## Galerij

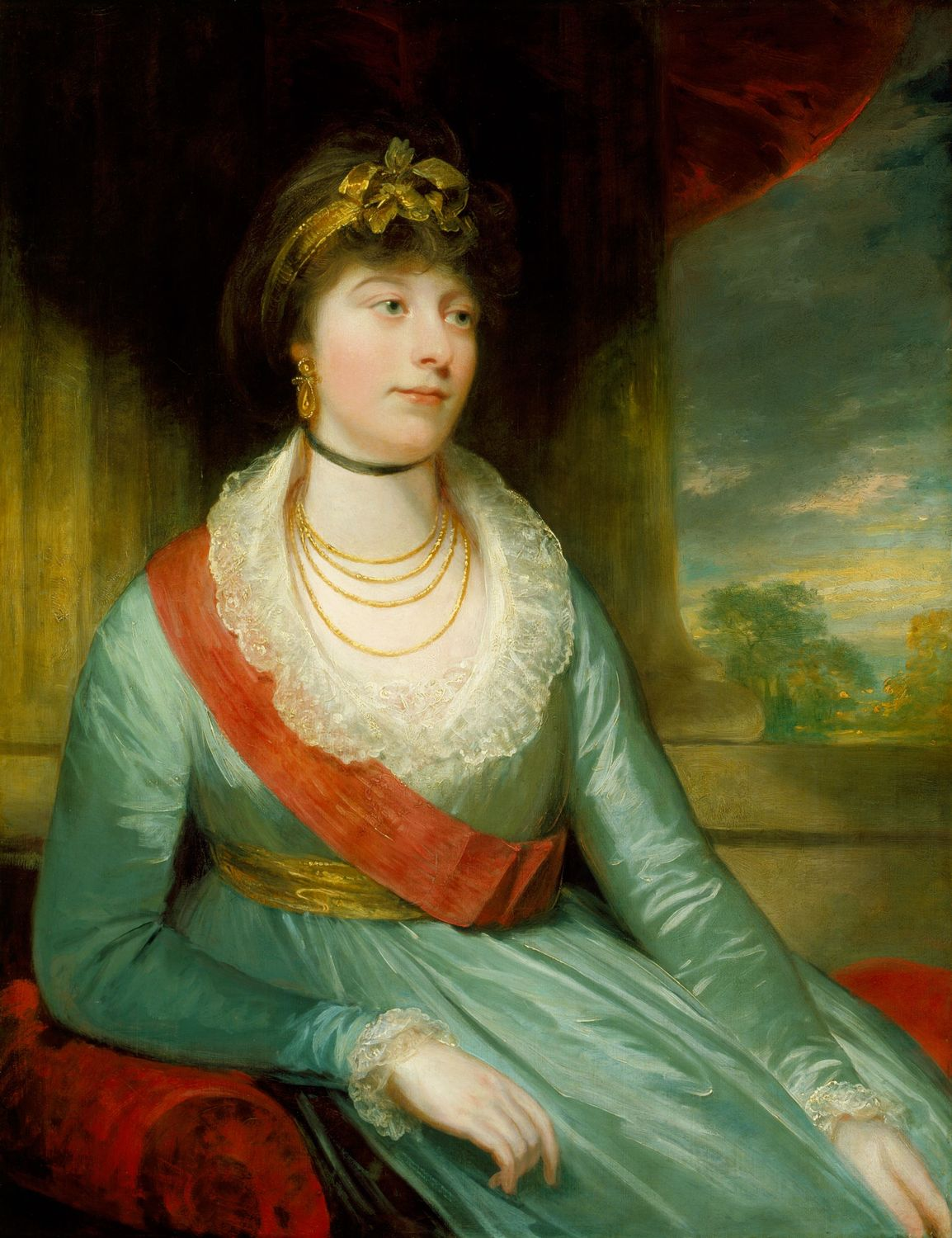
De Princess Royal, Charlotte Augusta Mathilde.
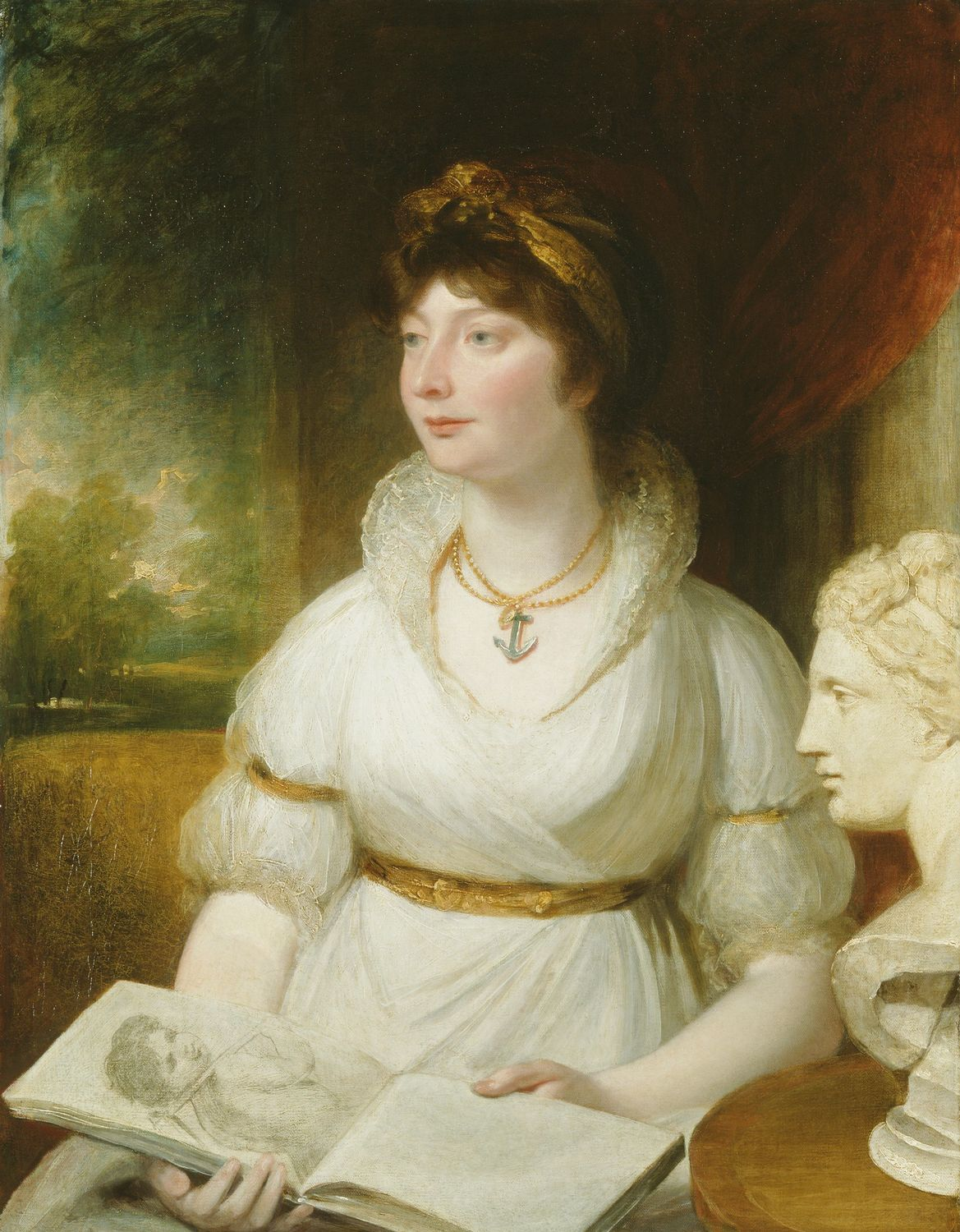
Tweede dochter, prinses Augusta Sophia.
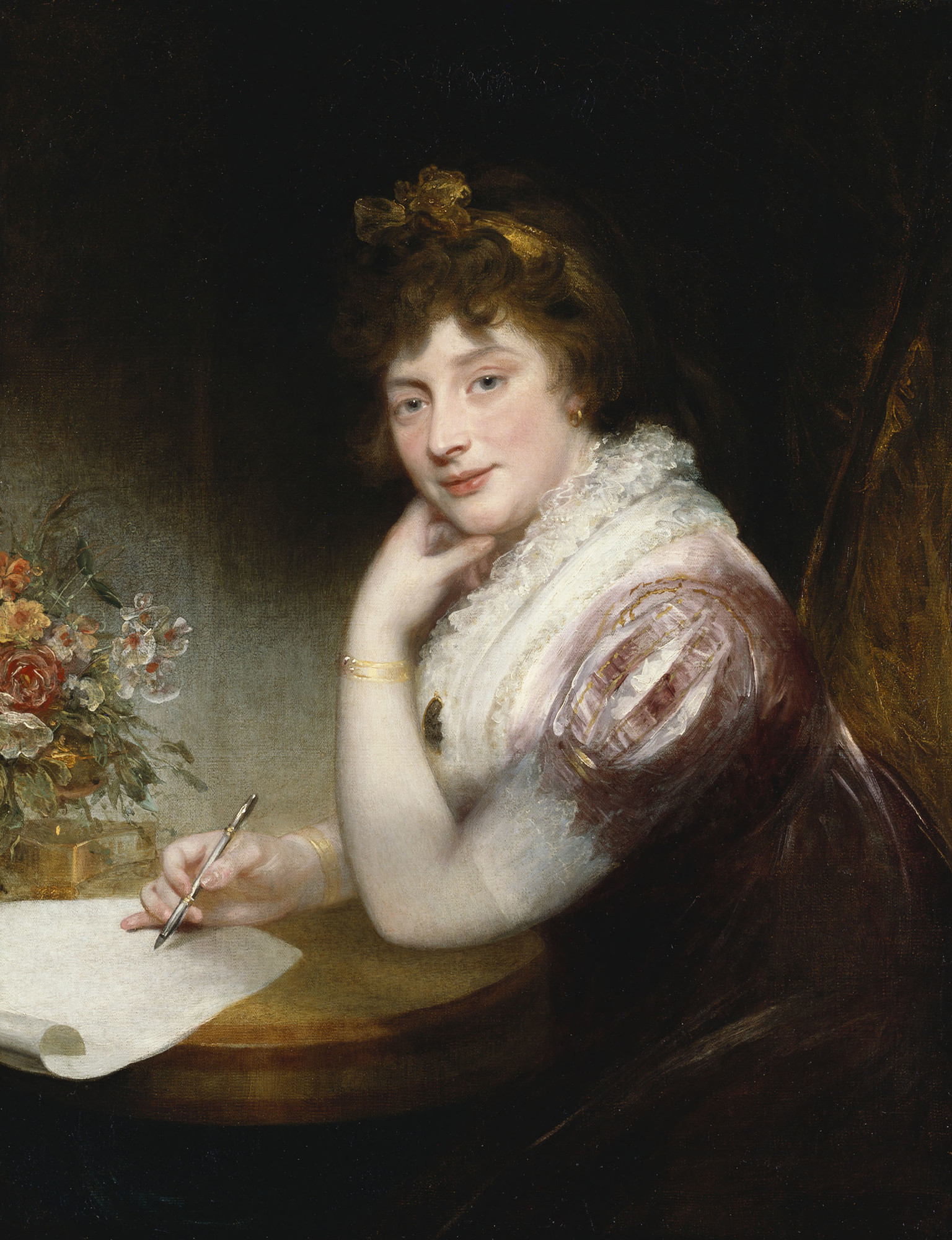
Derde dochter, prinses Elizabeth.
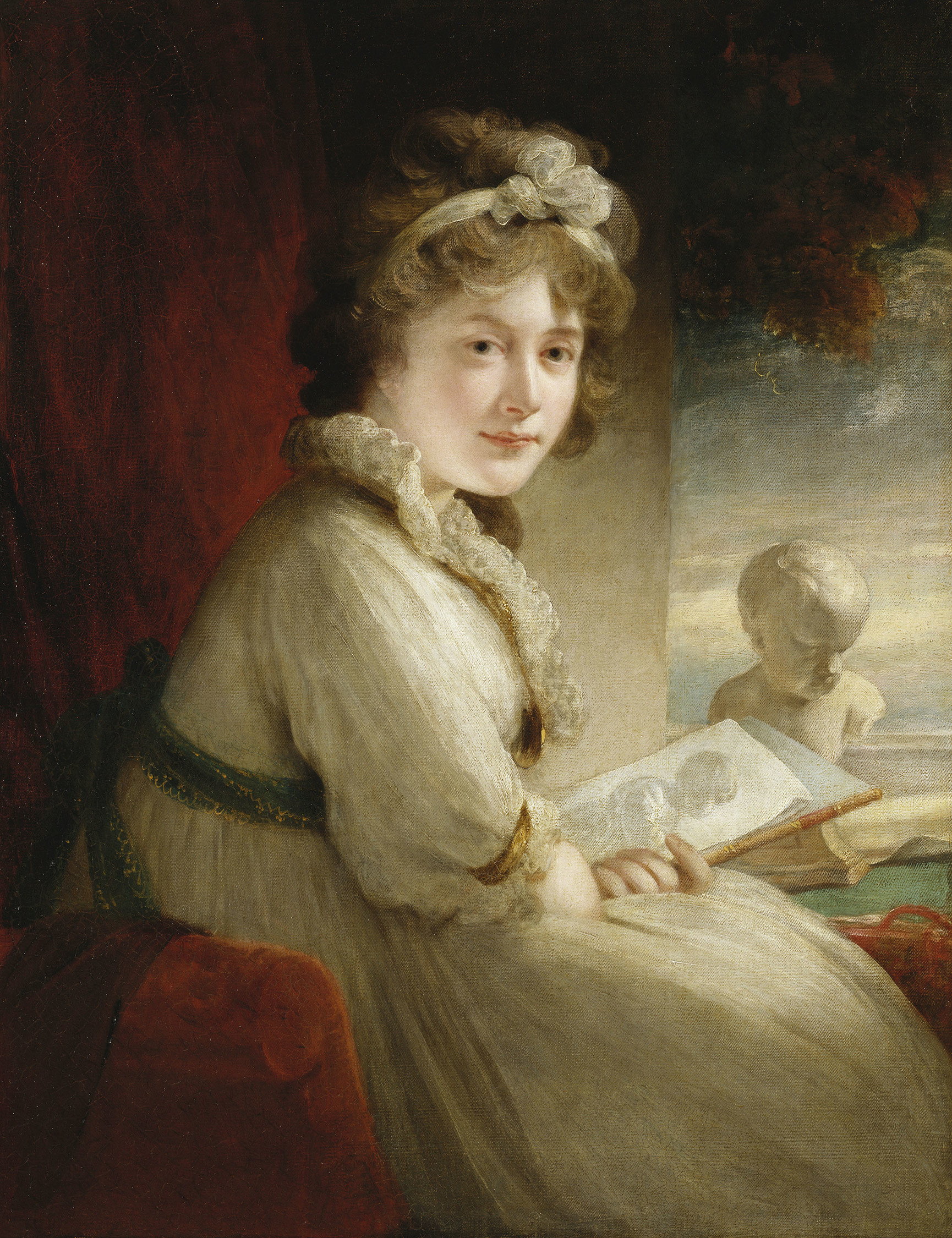
Vierde dochter, prinses Maria.
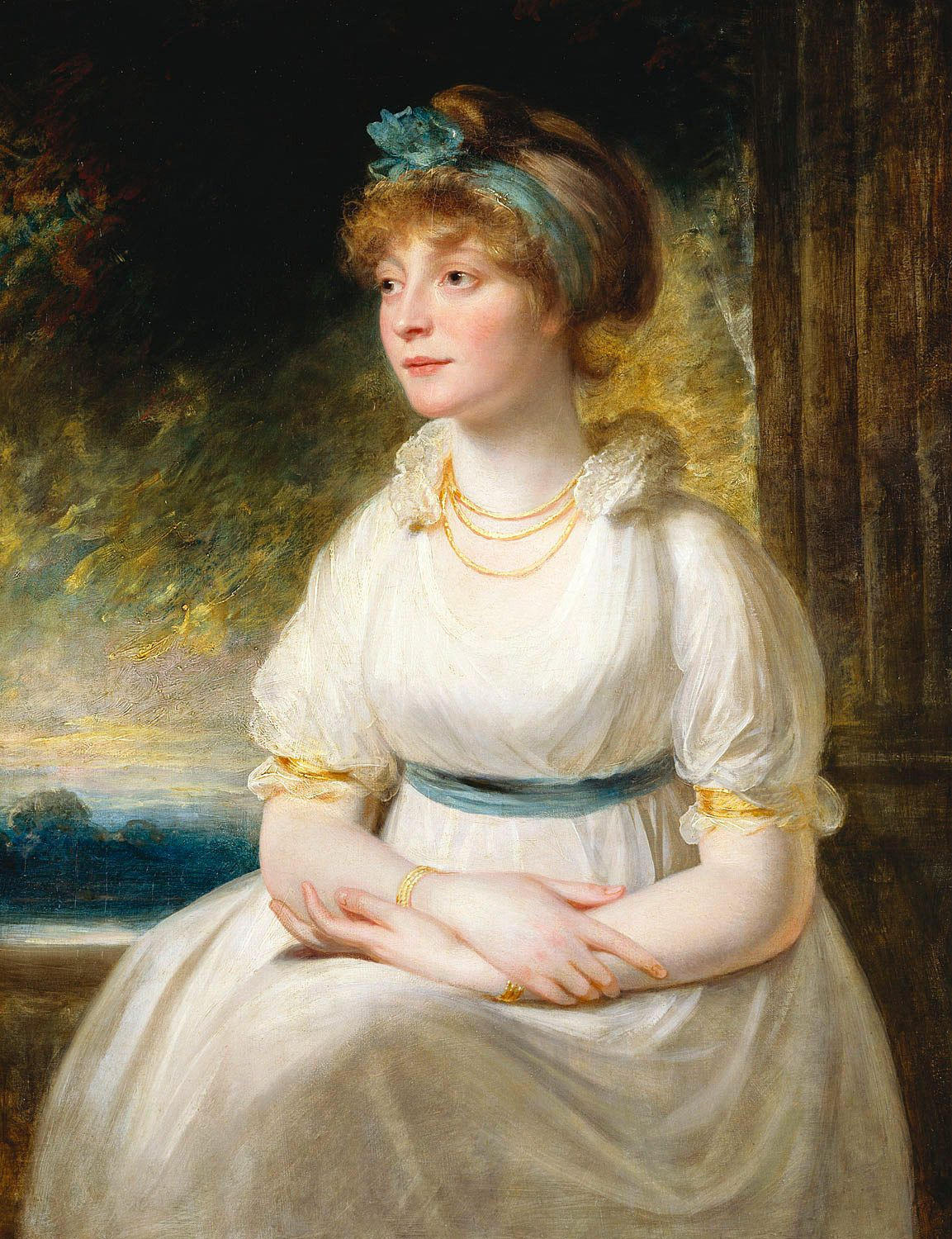
Vijfde dochter, prinses Sophia Mathilde.
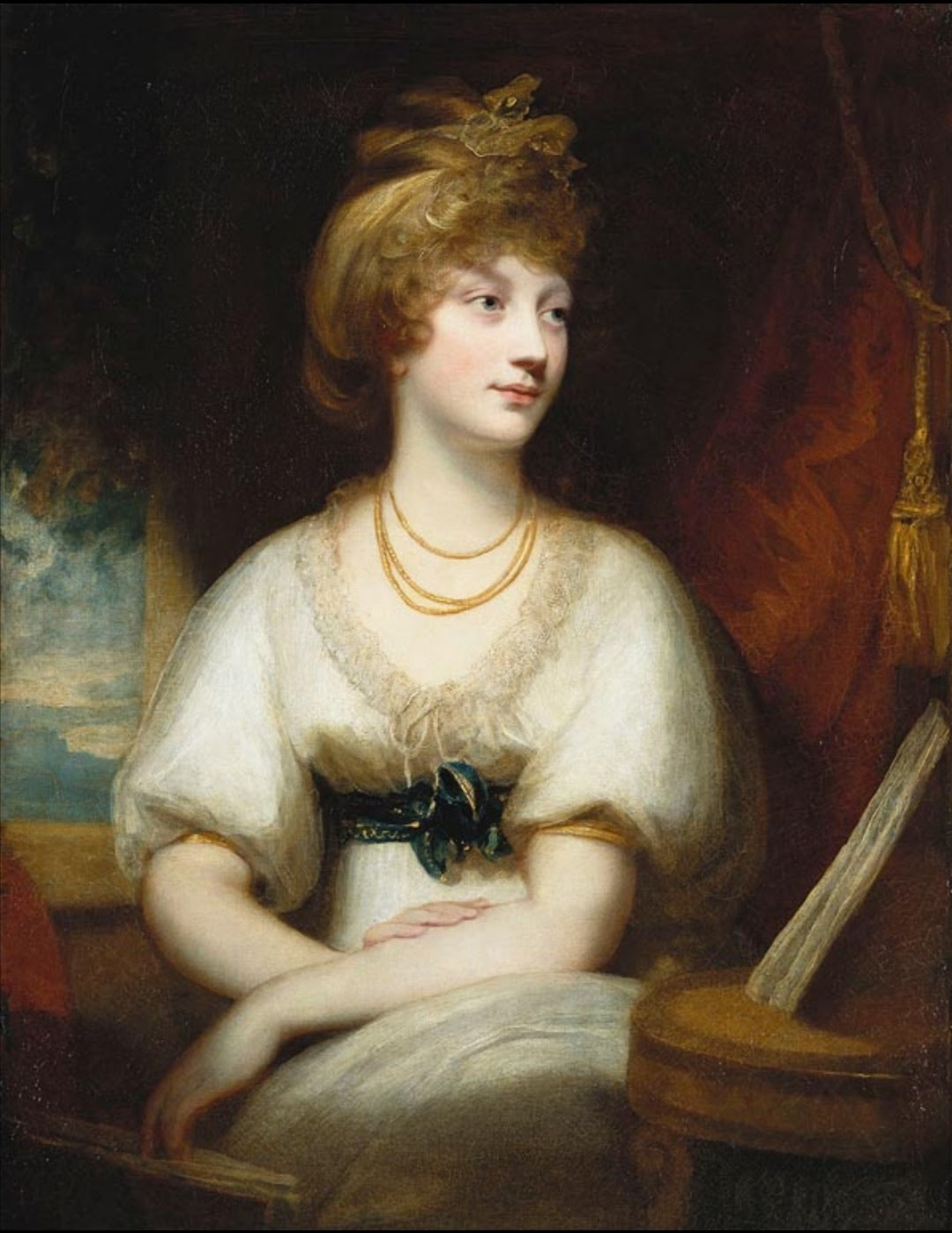
Zesde en jongste dochter, prinses Amalia.
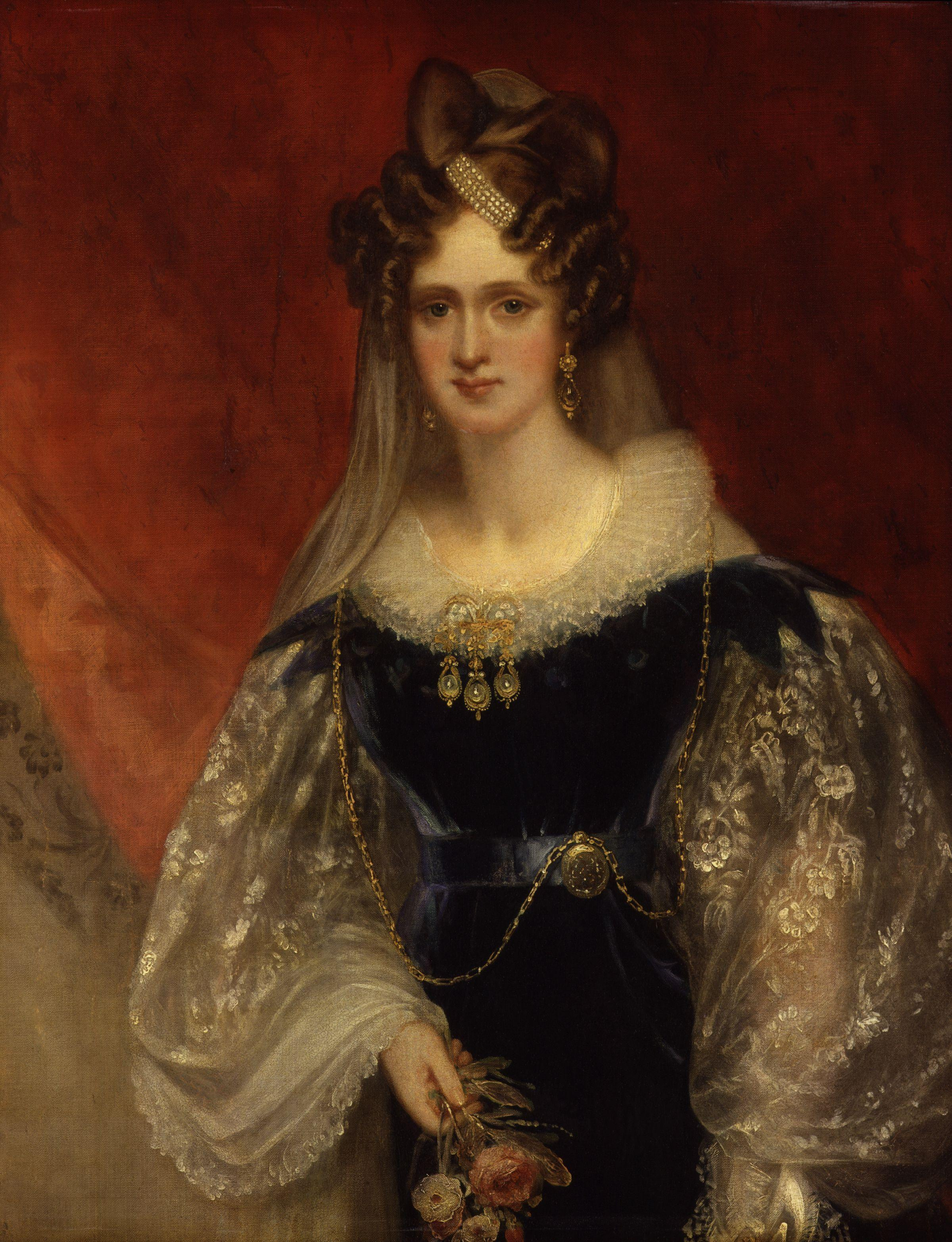
Koningin Adelheid van Saksen-Meiningen.
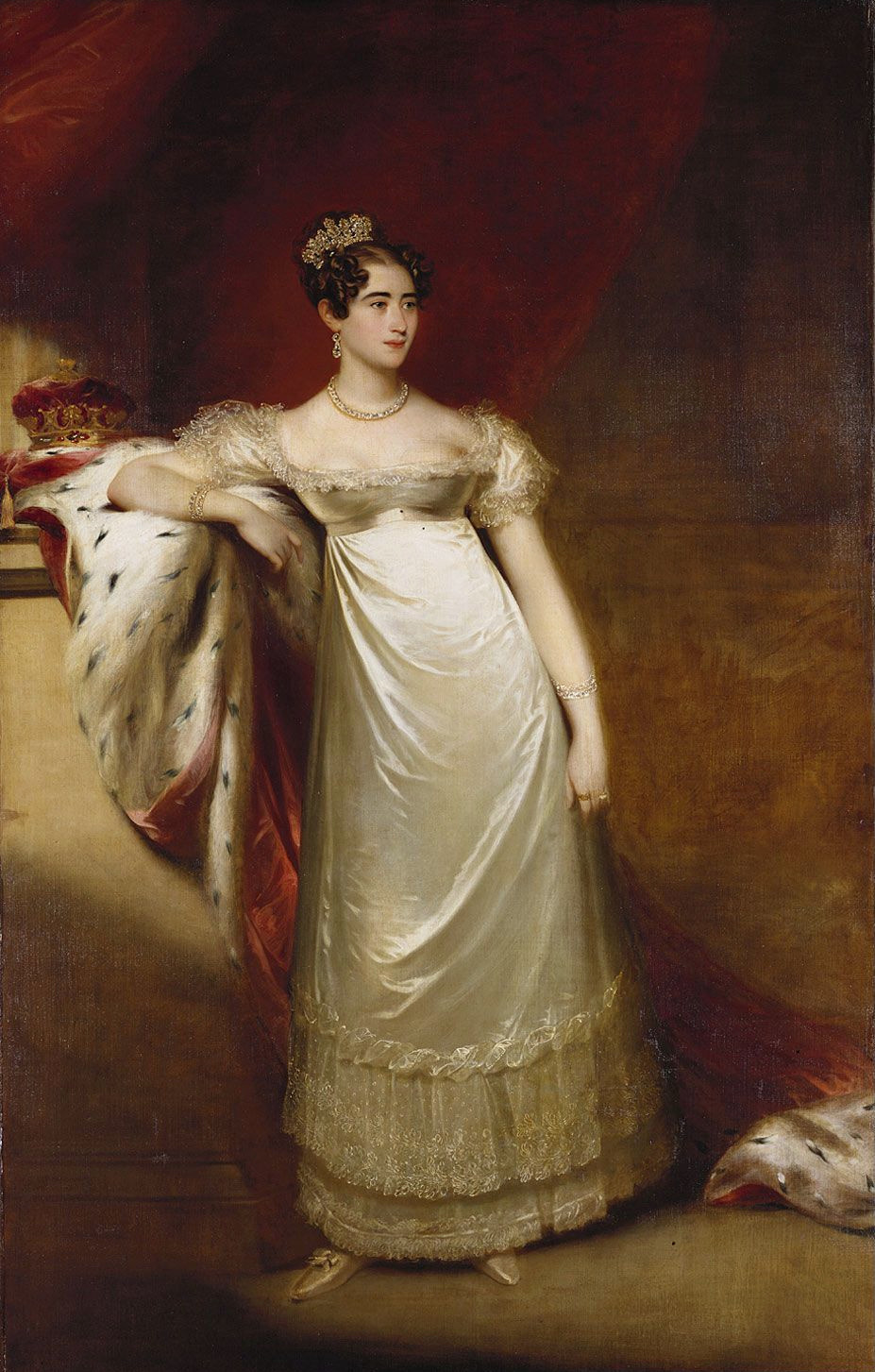
Prinses Augusta van Hessen-Kassel, vrouw van prins Adolf, de hertog van Cambridge.

- Auckland Art Gallery Toi o Tāmaki: 259
- Biblioteca Nacional de España: XX5437132
- Bibliothèque nationale de France: cb149692843 (data)
- Gemeinsame Normdatei: 122961765
- International Standard Name Identifier: 0000 0000 6664 1098
- KulturNav: 8bda54e2-074e-41f4-88ec-6863ebbed78d
- Library of Congress Control Number: nr89014510
- MusicBrainz: 49dc5364-09f5-40bc-a177-ba711561e1e0
- National Gallery of Victoria: 835
- Nationale bibliotheek van Australië: 36532603
- Nationale Bibliotheek van Polen: a0000003576651
- Réseau des bibliothèques de Suisse occidentale: 02-A026790860
- RKD-Nederlands Instituut voor Kunstgeschiedenis: 5582
- SNAC: w6tf1095
- Museum of New Zealand Te Papa Tongarewa: 177
- Trove: 1276727
- Union List of Artist Names: 500014785
- Virtual International Authority File: 74124605
- WorldCat: E39PBJymtRYxxFQqDGKFk9c773